# Polycentropus obtusus
Polycentropus obtusus är en nattsländeart som först beskrevs av Schmid 1955.  Polycentropus obtusus ingår i släktet Polycentropus och familjen fångstnätnattsländor. Inga underarter finns listade i Catalogue of Life.